# 139
El 139 (CXXXIX) fou un any comú començat en dimecres del calendari julià.

## Esdeveniments
- S'acaba la Tomba d'Hadrià a Roma; L'emperador Antoni Pius crema el cos d'Adrià, i posa les seves cendres, juntament amb les de la seva dona Vibia Sabina i el seu fill adoptiu, Luci Aelius, al mausoleu.[1]
- Terratrèmol de Mcurn, llistat en registres bibliogràfics de sismologia com a afectat a la ciutat de Mcurn (actual Hösnek, Turquia). El terratrèmol es va produir als voltants del mont Ararat. La regió formava part de l'històric Regne d'Armènia, corresponent a les zones orientals de la Turquia moderna. Una font principal del terratrèmol és l'obra de l'historiador Movsès Khorenatsí (segle v).[2]
- 5 de desembre: Marc Aureli és nomenat Cèsar.[3] Es va comprometre amb Faustina Menor, filla d'Antoní Pius, amb qui es va casar el 1452.[4]

## Necrològiques
- Zhang Heng, astrònom i estadista xinès (n. 78)[5]